# Treffelhausen

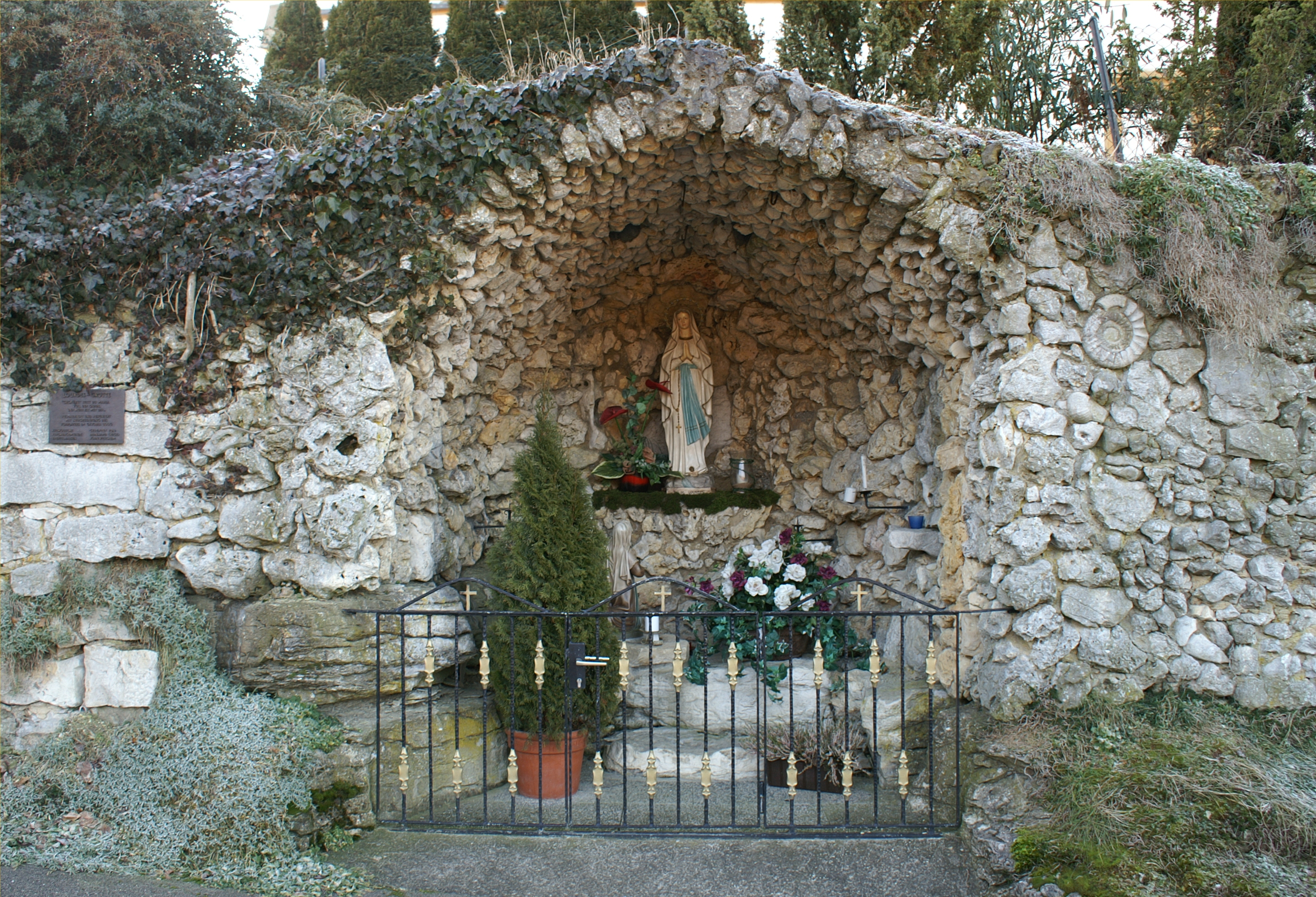
Die Lourdes-Grotte in Treffelhausen

Treffelhausen ist ein Ortsteil der Gemeinde Böhmenkirch im Landkreis Göppingen in Baden-Württemberg.

## Geschichte
Bereits im 7. oder 8. Jahrhundert muss in Treffelhausen schon eine Siedlung mit mehreren Häusern bestanden haben. Im Zehntbuch der Diözese Konstanz wird Treffelhausen im Jahr 1275 erstmals urkundlich erwähnt. 1859 brannte das Dorf vollständig ab, dabei fielen 86 Gebäude dem Feuer zum Opfer. Auch die St. Vituskirche brannte bis auf den Turm ab, sie wurde in den Jahren 1865/1866 von dem Wiener Dombaumeister Friedrich von Schmidt im neugotischen Stil wieder aufgebaut.
Die ehemals selbstständige Gemeinde, die drei Kilometer westlich vom Ortskern von Böhmenkirch liegt, wurde im Zuge der Gemeindereform in Baden-Württemberg am 1. Januar 1973 eingemeindet. Im Ort gibt es die Verwaltungsstelle Treffelhausen, Ortsvorsteher ist Jan Albrecht.
In Treffelhausen können die schulpflichtigen Kinder ortsnah die Grundschule besuchen.

## Sehenswürdigkeiten
- Die Pfarrkirche St. Vitus wurde nach dem Dorfbrand 1865 neu erbaut.
- In der Stützmauer unterhalb der St. Vituskirche gegenüber dem Pfarrhaus befindet sich eine Lourdes-Grotte.
- Unterhalb von Treffelhausen befindet sich das Naturdenkmal Eybquelle.

## Persönlichkeiten
- Agustín Blessing Presinger (1868–1934), Missionar und Geistlicher